# 77
Aquesta pàgina és per a l'any. Per al nombre, vegeu setanta-set.
El 77 (LXXVII) fou un any comú començat en dimecres del calendari julià.

## Esdeveniments
- Plini el Vell publica el primer dels seus deu llibres sobre la història natural.[1]